# Violência política

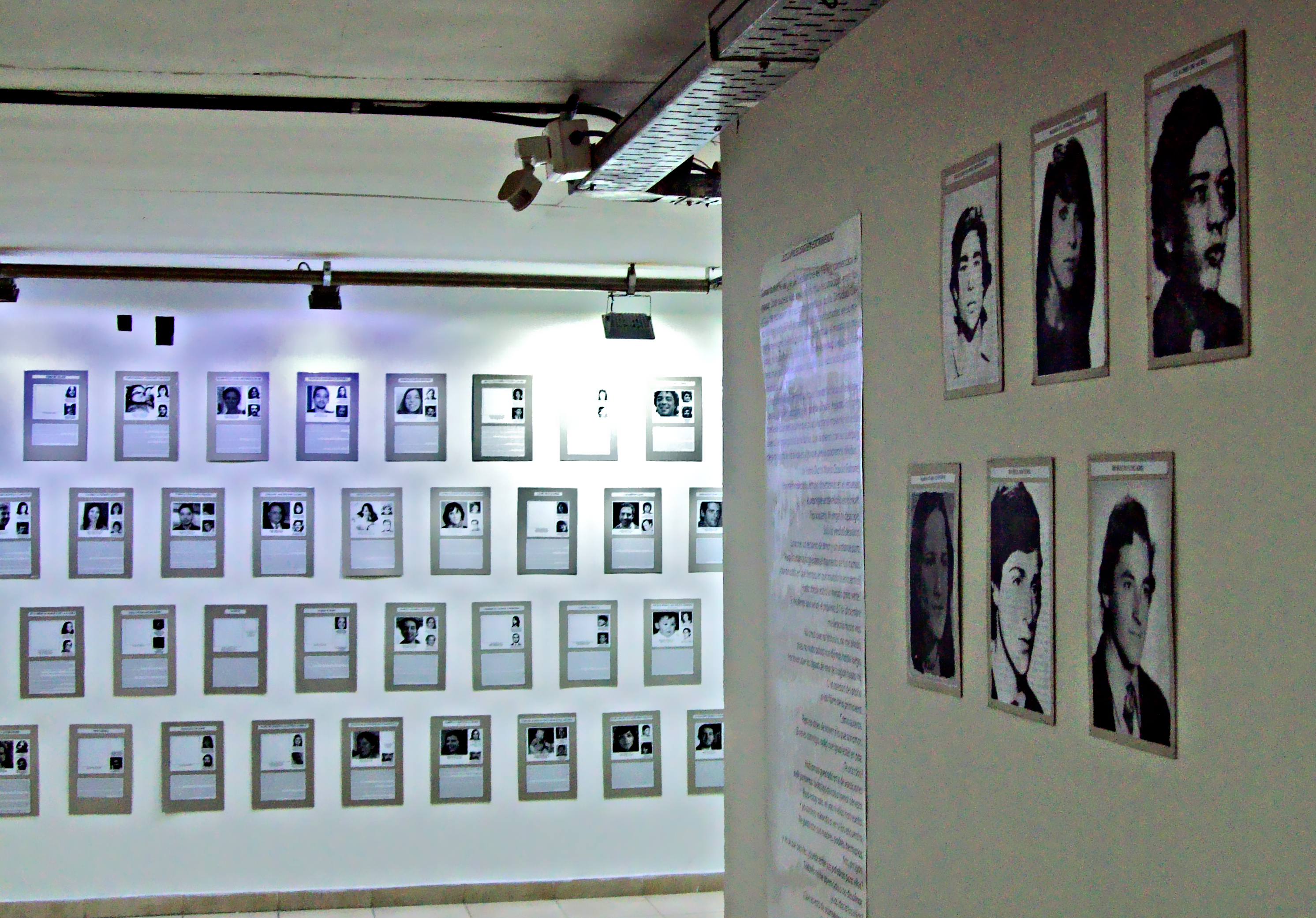
Fotografias de vítimas da Guerra Suja sob a ditadura militar da Argentina (1976–1983), parte da Operação Condor apoiada pelos EUA na América Latina.

Violência política é a violência que é perpetrada para atingir objetivos políticos. Pode incluir violência que é usada por um Estado contra outros Estados (guerra), violência que é usada por um Estado contra civis e atores não estatais (desaparecimento forçado, guerra psicológica, brutalidade policial, terrorismo de Estado, assassinatos seletivos, tortura, limpeza étnica ou genocídio), e violência que é usada por atores não estatais violentos contra Estados e civis (sequestros, assassinatos seletivos, ataques terroristas, tortura, guerra psicológica e/ou guerrilha). Também pode descrever a violência politicamente motivada que é usada por atores não estatais violentos contra um estado (rebelião, tumulto, traição ou golpe de Estado) ou pode descrever a violência que é usada contra outros atores não estatais e/ou civis. A não ação por parte de um governo também pode ser caracterizada como uma forma de violência política, como recusar-se a diminuir a fome ou negar recursos a grupos politicamente identificáveis em seu território.
Devido aos desequilíbrios de poder que existem entre atores estatais e não estatais, a violência política muitas vezes assume a forma de guerra assimétrica, onde nenhum lado é capaz de atacar diretamente o outro, contando com táticas como terrorismo e guerrilha. Muitas vezes, pode incluir ataques a alvos civis ou não combatentes. As pessoas podem ser visadas coletivamente com base na percepção de fazer parte de um grupo social, étnico, religioso ou político; ou seletivamente, visando indivíduos específicos para ações que são percebidas como desafiando alguém ou ajudando um oponente.
Muitos grupos e indivíduos militantes, insurgentes, extremistas e/ou fundamentalistas de motivação política estão convencidos de que os Estados e sistemas políticos sob os quais vivem nunca responderão às suas demandas e, portanto, acreditam que a única maneira de derrubar e /ou remodelar o governo ou Estado de acordo com sua visão de mundo política e/ou religiosa é por meios violentos, que consideram não apenas justificados, mas também necessários para alcançar seus objetivos políticos e/ou religiosos. Da mesma forma, muitos governos ao redor do mundo acreditam que precisam usar a violência para intimidar suas populações a aquiescência. Em outros momentos, os governos usam a força para defender seus países de invasões externas ou outras ameaças de força e coagir outros governos ou conquistar territórios.

## Tipos
A violência política varia muito em forma, gravidade e prática. Na ciência política, uma estrutura de organização comum é considerar os tipos de violência que são usados pelos atores relevantes: violência entre atores não estatais, violência unilateral que é perpetrada por um ator estatal contra civis e violência entre Estados.
Stathis Kalyvas identifica onze tipos de violência política: guerra interestadual, guerra civil, terrorismo, assassinato político, golpe militar, protesto em massa/rebelião, violência intercomunitária, crime organizado/cartéis, limpeza étnica, genocídio e repressão estatal.

### Violência entre atores não estatais
Combates entre atores não estatais sem que as forças de segurança do Estado tenham um papel direto no conflito.

#### Conflitos étnicos
Um conflito étnico é travado entre grupos étnicos. Embora às vezes um grupo étnico específico possa ter o apoio (formal ou informal) do Estado (ou, inversamente, um grupo étnico específico pode ser alvo do Estado), o conflito étnico também pode ocorrer entre dois grupos sem a intervenção direta do Estado, ou apesar das tentativas do Estado de mediar entre os grupos.

### Violência unilateral por atores não estatais

#### Terrorismo
O terrorismo pode ser feito por atores não estatais contra alvos políticos que não sejam o Estado (por exemplo os ataques de facadas em paradas do orgulho LGBT em Jerusalém, o massacre do Charlie Hebdo). Como o terrorismo é uma tática frequentemente usada pelo lado mais fraco de um conflito, ele também pode ser submetido à violência entre um ator estatal e um não estatal.
Embora não exista uma definição concreta de terrorismo, o Departamento de Defesa dos Estados Unidos define terrorismo como "o uso calculado de violência ilegal ou ameaça de violência ilegal para inculcar medo; destinado a coagir ou intimidar governos ou sociedades na busca de objetivos que são geralmente políticos, religiosos ou ideológicos”. O que é e o que não é considerado terrorismo é em si uma questão política controversa, uma vez que os Estados muitas vezes usam o rótulo de terrorismo para demonizar exclusivamente as ações de seus inimigos enquanto ocultam a violência "legal" administrada pelo Estado (por exemplo, os conflitos na Irlanda do Norte, a rebelião comunista nas Filipinas, conflito Israel–Gaza de 2014).

### Violência unilateral pelo Estado
O uso da força por um grupo armado organizado, seja ele um governo ou um grupo não estatal, que resulta na morte de civis, é considerado unilateral. De acordo com o Human Security Report Project, uma campanha de violência unilateral é registrada sempre que a violência contra civis cometida por um grupo resulta em pelo menos 25 mortes relatadas em um ano civil.

#### Genocídio
Uma forma de violência política é o genocídio. O genocídio é comumente definido como "a destruição deliberada e sistemática, no todo ou em parte, de um grupo étnico, racial, religioso ou nacional", embora o que constitui uma "parte" suficiente para qualificar como genocídio tenha sido alvo de muito debate por juristas. O genocídio é normalmente realizado com o apoio aberto ou encoberto dos governos dos países onde ocorrem as atividades genocidas. O Holocausto é o exemplo histórico mais citado de genocídio.

#### Tortura
A tortura é o ato de infligir dor severa (seja física ou psicológica) como forma de punição, vingança, forçar informação ou confissão, ou simplesmente como um ato de crueldade. A tortura é proibida pela lei internacional e pelas leis domésticas da maioria dos países do século XXI. É considerado uma violação dos direitos humanos e é declarado inaceitável pelo artigo 5 da Declaração dos Direitos Humanos da ONU. Os signatários da Terceira Convenção de Genebra e da Quarta Convenção de Genebra concordaram oficialmente em não torturar prisioneiros em conflitos armados. As proibições legais nacionais e internacionais sobre a tortura derivam de um consenso de que a tortura e maus-tratos semelhantes são imorais, bem como impraticáveis. Apesar das convenções internacionais, casos de tortura continuam a surgir, como a tortura e abuso de prisioneiros em Abu Ghraib [en]  em 2004 cometido por policiais militares do Exército dos Estados Unidos. Organizações como a Anistia Internacional e o Conselho Internacional para Reabilitação das Vítimas de Tortura monitoram os abusos dos direitos humanos e relatam violações generalizadas de tortura humana por Estados em muitas regiões do mundo. A Anistia Internacional estima que pelo menos 81 governos mundiais praticam atualmente a tortura, alguns deles abertamente.

#### Pena de morte
A pena de morte é a sentença de morte de uma pessoa pelo Estado como punição por um crime. Isso não se inclui no assassinato extrajudicial, que é o assassinato de uma pessoa por autoridades governamentais sem a sanção de qualquer processo judicial ou processo legal. O uso da pena de morte varia de país para país, mas, de acordo com a Anistia Internacional, 58 países ainda usam a pena de morte ativamente e, em 2010, 23 países realizaram execuções e 67 condenaram pessoas à morte. Os métodos de execução em 2010 incluíram decapitação, eletrocussão, enforcamento, injeção letal e fuzilamento.

#### Carestia
A fome pode ser iniciada ou prolongada para negar recursos, obrigar a obediência ou despovoar uma região com uma população recalcitrante ou não confiável.

#### Violência policial
A violência policial é outra forma de violência política. É mais comumente descrito em justaposição com o termo força excessiva. A brutalidade policial pode ser definida como "uma violação de direitos civis que ocorre quando um policial age com força excessiva mais do que necessária usando uma quantidade de força em relação a um civil". A brutalidade policial e o uso de força excessiva estão presentes em todo o mundo e somente nos Estados Unidos, 4 861 ocorrências de má conduta policial foram relatadas em 2010. Destas, houve 6 826 vítimas envolvidas e 247 fatalidades.

### Violência entre um Estado e um ator não estatal
Pelo menos uma das partes em conflito envolvidas é o governo de um Estado.

#### Motim
Um motim ou tumulto pode ser descrito como um distúrbio violento causado por um grupo de indivíduos formado para protestar contra injustiças percebidas. Estas podem variar da pobreza e desigualdade ao desemprego e à opressão do governo. Eles podem se manifestar de várias maneiras, mas mais comumente sob a forma de danos materiais. Os tumultos são caracterizados pela falta de previsibilidade e pelo anonimato de seus participantes. Ambos tornam difícil para as autoridades identificar os participantes.
Os motins foram analisados de várias maneiras, mas mais recentemente no contexto da teoria do modelo frustração-agressão, expressando que a agressão vista na maioria dos motins é resultado direto da frustração de um grupo com um aspecto particular de suas vidas. Distúrbios generalizados e prolongados podem levar e/ou produzir rebelião ou revolução. Há também vários tipos diferentes de distúrbios, incluindo, entre outros, motins policiais, motins raciais, motins nas prisões e motins em esportes.

#### Revolução
Na ciência política, uma revolução é uma mudança fundamental e relativamente repentina no poder político e na organização política que ocorre quando a população se revolta contra o governo, geralmente devido à opressão percebida (política, social, econômica) ou incompetência política.
Em uma revolução, a violência política costuma ser comum. O uso da violência política é geralmente para cumprir um objetivo revolucionário e, em tempos de conflito civil, para desafiar o status quo. Os objetivos da violência política podem ser variados, como fortalecer a posição de um grupo ou enfraquecer um lado oposto.

#### Guerra civil
Uma guerra civil, também conhecida como guerra intraestatal, é uma guerra travada dentro do mesmo Estado ou país entre grupos organizados. Menos comumente, também pode ser travada entre dois países que foram criados a partir de um Estado previamente unificado. Muitas vezes, esses conflitos envolvem um grupo que deseja assumir o controle de uma região ou expressar insatisfação com o governo. Normalmente há um desejo de derrubar o poder existente ou pelo menos mudar algumas de suas políticas. Em muitos casos, um poder externo pode intervir em nome de um lado se eles compartilham sua ideologia ou condenam os métodos/motivos de seus oponentes.

#### Contrainsurgência
A contrainsurgência, outra forma de violência política, descreve um espectro de ações tomadas pelo governo reconhecido de um Estado para conter ou reprimir uma insurgência contra ele. Existem muitas doutrinas, teorias e táticas diferentes adotadas em relação à contrainsurgência que visam proteger a autoridade do governo e reduzir ou eliminar a autoridade suplantadora dos insurgentes. Como pode ser difícil ou impossível distinguir entre um insurgente, um partidário de uma insurgência que é um não combatente e membros totalmente não envolvidos da população, as operações de contrainsurgência geralmente se baseiam em uma distinção confusa, relativista ou situacional. entre insurgentes e não combatentes. As operações de contrainsurgência são comuns durante guerras, ocupações e rebeliões armadas.

#### Violência eleitoral
A violência eleitoral inclui quaisquer atos ou ameaças de coerção, intimidação ou danos físicos perpetrados para afetar um processo eleitoral ou que venham a surgir no contexto da competição eleitoral. É usado para influenciar o resultado das eleições; atrasar, interromper ou inviabilizar as votações; e para protestar contra resultados eleitorais ou suprimir protestos contra resultados eleitorais. A violência eleitoral é usada para influenciar o resultado das eleições porque os partidos não podem vencer somente através da fraude e porque os candidatos não podem contar com agentes de fraude para perpetuar a fraude para eles, porque a fraude é oculta e a violência não.

### Guerra entre Estados
A guerra é um estado de conflito organizado, armado e muitas vezes prolongado entre Estados, nações ou outras partes, caracterizada por agressões extremas, ruptura social e, geralmente, alta mortalidade. A guerra deve ser entendida como um conflito armado real, intencional e generalizado entre comunidades políticas e, portanto, é definida como uma forma de violência política. Três das dez guerras mais caras, em termos de perda de vidas, foram travadas no século passado: o número de mortos da Segunda Guerra Mundial, estimado em mais de 60 milhões, supera todos os outros números de mortes de guerras por um fator de dois. Estima-se que 378 000 pessoas morreram devido à guerras a cada ano entre 1985 e 1994.

## Leitura complementar
- Mensch, James. «Political Violence»
- «The Political Terror Scale». The Political Terror Scale
- Rummel, Rudolph J. (2002). Death by Government. New Brunswick [u.a.: Transaction Publ. Print.
- Mitchell, Neil J. (2009). Agents of Atrocity: Leaders, Followers and the Violation of Human Rights in Civil War. Basingstoke: Palgrave Macmillan. Print.

### Genocídio
- The Genocide in Darfur is Not What It SeemsChristian Science Monitor
- (in Spanish) Aizenstatd, Najman Alexander. "Origen y Evolución del Concepto de Genocidio". Vol. 25 Revista de Derecho de la Universidad Francisco Marroquín 11 (2007). ISSN 1562-2576
- No Lessons Learned from the Holocaust? Assessing Risks of Genocide and Political Mass Murder since 1955American Political Science Review. Vol. 97, No. 1. February 2003.
- Harff, B.; Gurr, T. R. (1988). «Toward Empirical Theory of Genocides and Politicides: Identification and Measurement of Cases since 1945». International Studies Quarterly. 32 (3): 359–371. JSTOR 2600447. doi:10.2307/2600447
- What Really Happened in Rwanda?Christian Davenport and Allan C. Stam.
- Reyntjens, F. (2004). «Rwanda, Ten Years On: From Genocide to Dictatorship». African Affairs. 103 (411): 177–210. doi:10.1093/afraf/adh045
- Brysk, Alison (1994). «The Politics of Measurement: The Contested Count of the Disappeared in Argentina». Human Rights Quarterly. 16 (4): 676–92. JSTOR 762564. doi:10.2307/762564
- Davenport, C.; Ball, P. (2002). «Views to a Kill: Exploring the Implications of Source Selection in the Case of Guatemalan State Terror, 1977-1996». Journal of Conflict Resolution. 46 (3): 427–450. doi:10.1177/0022002702046003005
- Krain, M (1997). «State-Sponsored Mass Murder: A Study of the Onset and Severity of Genocides and Politicides». Journal of Conflict Resolution. 41 (3): 331–360. doi:10.1177/0022002797041003001

### Guerra
- Grossman, Lt. Col. Dave (2009). On Killing: The Psychological Cost of Learning to Kill in War and Society. New York: Back Bay Books.
- Gabriel, R.A. (1987). No More Heroes: Madness and Psychiatry in War. New York: Hill and Wang.
- Ardant du Picq, C. (1946). Battle Studies. Harrisburg, PA: Telegraph Press.
- Clausewitz, C.M. von. (1976). On War. Princeton, NJ: Princeton University Press.
- Holmes, R. (1985).Acts of War: The Behavior of Men in Battle.  New York: Free Press.
- Lorenz, K. (1963). On Aggression. New York: Bantam Books.
- Shalit, B. (1988). The Psychology of Conflict and Combat. New York: Praeger Publishers.

### Violência policial
- della Porta, D., A. Peterson and H. Reiter, eds. (2006). The Policing of Transnational Protest. Aldershot, Ashgate.
- della Porta, D. and H. Reiter (1998). Policing Protest: The Control of Mass Demonstrations in Western Democracies. Minneapolis, MN: University of Minnesota Press.
- Donner, F. J. (1990). Protectors of Privilege: Red Squads and Police Repression in Urban America. Berkeley, CA: University of California Press.
- Earl, Jennifer S.; Soule, Sarah A. (2006). «Seeing Blue: A Police-Centered Explanation of Protest Policing». Mobilization. 11 (2): 145–164. doi:10.17813/maiq.11.2.u1wj8w41n301627u
- Earl, J (2003). «Tanks, Tear Gas and Taxes: Toward a Theory of Movement Repression». Sociological Theory. 21 (1): 44–68. doi:10.1111/1467-9558.00175
- Franks, C. E. S., Ed. (1989). Dissent and the State. Toronto, Oxford University Press.
- Grossman, Dave. (1996). On Killing – The Psychological Cost of Learning to Kill in War & Society. Little, Brown & Co.,.
- Holmes, M. D. (2000). «Minority Threat and Police Brutality: Determinants of Civil Rights Criminal Complaints in U.S. Municipalities». Criminology. 38 (2): 343–368. doi:10.1111/j.1745-9125.2000.tb00893.x
- McPhail, Clark, David Schweingruber, and John D. McCarthy (1998). "Protest Policing in the United States, 1960-1995." pp. 49–69 in Policing Protest: The Control of Mass Demonstrations in Western Democracies, edited by D. della Porta and H. Reiter. Minneapolis: University of Minnesota Press.
- Oliver, P (2008). «Repression and Crime Control: Why Social Movements Scholars Should Pay Attention to Mass Incarceration Rates as a Form of Repression». Mobilization. 13 (1): 1–24. doi:10.17813/maiq.13.1.v264hx580h486641
- Zwerman G, Steinhoff P. (2005). When activists ask for trouble: state-dissident interactions and the new left cycle of resistance in the United States and Japan. In Repression and Mobilization, ed. C. Davenport, H. Johnston, C. Mueller, pp. 85–107. Minneapolis, MN: University of Minneapolis Press

### Tortura
- Conroy, John (2001). Unspeakable Acts, Ordinary People: The Dynamics of Torture. California: University of California Press. ISBN 978-0-520-23039-2
- Hilde, T. C. (2008). On Torture. Baltimore, MD : Johns Hopkins University.
- Nowak, M., McArthur, E., & Buchinger, K. (2008). The United Nations Convention Against Torture : A Commentary. Oxford; New York: Oxford University Press.
- Parry, J. T. (2010). Understanding Torture : Law, Violence, and Political Identity. Ann Arbor, MI: University of Michigan Press.
- Peters, E. (1996). Torture. Philadelphia, PA: University of Pennsylvania Press.
- Rejali, D. M. (1994). Torture & Modernity: Self, Society, and State in Modern Iran. Boulder: Westview Press
- Sklar, M. H. (1998). Torture in the United States : The status of compliance by the U.S. government with the international convention against torture and other cruel, inhuman or degrading treatment or punishment. Washington: World Organization Against Torture USA.
- Torture in the eighties : An amnesty international report(1984). London: Amnesty International Publications.
- Vreeland, James Raymond (2008). Political Institutions and Human Rights: Why Dictatorships enter into the United Nations Convention Against Torture. [S.l.]: International Organization. pp. 62(1):65–101
- Wantchekon, L.; A. Healy (1999). The "Game" of Torture. [S.l.]: Journal of Conflict Resolution. pp. 43(5): 596–609
- Wendland, L. (2002). A Handbook On State Obligations Under the UN Convention Against Torture.  Geneva: Association for the Prevention of Torture.

### Pena de morte
- Looking Deathworthy:Perceived stereotypicality of Black defendants predicts capital-sentencingPsychological Science
- Sarat, Austin (2001). The Killing State: Capital Punishment in Law, Politics, and Culture. Oxford: Oxford University Press. Print.
- Bowers, William J., Glenn L. Pierce, John F. McDevitt, and William J. Bowers (1984). Legal Homicide: Death as Punishment in America, 1864–1982. Boston, MA: Northeastern University Press. Print.
- Death Penalty Facts 2011Amnesty International
- Sarat, Austin, and Jurgen Martschukat (2011). Is the Death Penalty Dying?: European and American Perspectives. Cambridge: Cambridge University Press. Print.
- Hammel, Andrew (2010). Ending the Death Penalty: the European Experience in Global Perspective. Basingstoke [u.a.: Palgrave Macmillan. Print.